# Guizmo
Ne doit pas être confondu avec Guizmo (rappeur).
Pour l’article ayant un titre homophone, voir Gizmo.
Cyril Celestin, dit Guizmo ou seulement Guiz, est auteur-compositeur-interprète et musicien français, né le 11 avril 1972 à Paris dans le 14e arrondissement. Guitariste et chanteur du groupe Tryo, il fait aussi partie du groupe Collectif 13 .

## Biographie
Né à Paris, il grandit à Cachan en cité HLM. À partir de 14 ans, il hésite entre la musique et l'école, qu'il quittera avant le bac. Il rencontre Manu Eveno avant 1989 et tous deux intègrent son premier groupe de scène, M'Panada, d'inspiration reggae rock et funk, il y jouera pendant 5 ans.
En 1995, il est objecteur de conscience à la MJC de Fresnes et y rencontre Christophe Mali qui lui propose, ainsi qu'à Manu, un rôle dans sa comédie musicale « Histoire de piano » coécrite avec Maïa Rubinstein. Cette rencontre donnera naissance au groupe Tryo.
En 2005, le groupe Tryo fait une pause, que Guizmo met à profit pour participer à d'autres projets qui lui tiennent à cœur. Il participe au collectif Desert Rebel, un projet de rencontre culturelle musicale autour du guitariste touareg Abdallah ag Oumbadougou, et part au Niger en mars pour participer au tournage et à l'enregistrement de ce projet de culture équitable. Il participe aussi au groupe Pause en tant que chanteur, auteur et compositeur.
Au printemps 2012, il participe à la tournée du collectif 13, formé à l'initiative du duo du Le Pied de la Pompe, avec la participation de Zeitoun de La Rue Kétanou et d'Alee entre autres.
Après sa tournée de 2023, Tryo fait une nouvelle pause. Comme Christophe Mali, Guiz décide de se lancer en solo pour la première fois . Le 31 octobre 2024, il sort Carnaval, premier extrait de son album Utopia. Ce titre incisif aborde une période politique troublée avec des paroles percutantes sur une base électro rock. Le clip coloré met en avant l'ironie de la chanson. L’album, qui parait le 11 avril 2025, continue de défendre les valeurs de Guiz, comme l’écologie et le vivre ensemble. Maintenant, Guizmo vit dans une maison à Québriac, une commune en Ille et Vilaine.

## Compositions
Chansons composées pour Tryo :
- L'Hymne de nos campagnes
- Salut ô
- Regardez-les
- La Misère d'en face
- La Main verte
- Yakamonéyé
- Suprématie
- J'ai rien prévu pour demain
- Les Soldats de plomb
- J'ai trouvé des amis
- Con par raison
- Paris
- Cinq sens
- La Mer
- Les Nouveaux Bergers
- Le monde est avare
- Ça y est c'est fait
- Le Saule (seulement les paroles)
- La Lumière
- G8
- Dans les nuages
- Ta réalité
- Récréaction
- Ballade en forêt
- J'ai un but
- Tombé mal
- Toi et moi
- Marcher droit
- Le Temps
- Abdallah
- Travailler plus
- Consommez
- Nous génération
- Printemps arabe
- Boulawa
- C'est un vent
- J'ai décidé d'écrire des D
- Les Anciens